# 武田犬千代
武田 戌千代（たけだ いぬちよ）は、戦国時代の人物。甲斐武田氏の一族。

## 生涯
武田信虎の三男。信玄の弟、信繁の兄。享禄2年（1529年）2月19日に7歳で夭折した。
同年3月24日、信虎は家臣の跡部宮内丞を高野山成慶院へ派遣して廻向を依頼し、高野山で供養が行なわれた（『武田御日坏帳』）。戒名は「芳巌伊春大禅定門」（『武田御日坏帳』『十輪院武田家過去帳』）。なお、『一蓮寺過去帳』では没年月日を2月20日、戒名を「厳阿弥陀仏」としている。
生母は大井の方と推定されており、この場合は信玄や信繁の同母兄弟となる。